# Consorci de Serveis Universitaris de Catalunya
El Consorci de Serveis Universitaris de Catalunya (CSUC) és una entitat de dret públic que agrupa deu universitats catalanes, tant públiques com privades. Té com a missió de millorar la cooperació i la coordinació en la gestió.
Neix el desembre del 2013 amb la fusió del Centre de Serveis Científics i Acadèmics de Catalunya i el Consorci de Biblioteques Universitàries de Catalunya.
Va ser creat a iniciativa de la Generalitat de Catalunya per a compartir o mancomunar els serveis acadèmics, científics i tècnics, transferir coneixement i gestionar les entitats consorciades. Això ha de contribuir a l'eficàcia, l'eficiència i les economies d'escala.
Ofereix serveis operatius i de manteniment de tota la infraestructura del consorci. Actua com a grup de compra per a obtenir condicions millors, com per exemple en el camp de l'energia, que es pot eixamplar a universitats de fora del consorci. Gestiona sistemes d'informàtica i de comunicació compartides, com l'Anella Científica i el CATNIX; portals i biblioteques digitals, com ara les Tesis doctorals en xarxa, el Recercat, les Revistes Catalanes amb Accés Obert, Monografies Acadèmiques Catalanes en Obert o els Materials Docents en Xarxa; el Catàleg Col·lectiu de les Universitats de Catalunya o l'administració electrònica. De 2017 a mitjan 2024 ha adjudicat licitacions per un total de 660 milions d'euros.
El primer director en va ser l'economista Miquel Puig, seguit el juliol de 2021 per l'enginyera informàtica Montse Soler i Prat, que el juny 2022 va passar el relleu a Olga Lanau i Rami, anteriorment directora general del Grup Universitat de Barcelona. Actualment, el director general és Eduard Gil Carbó, que provés de la Universitat Pompeu Fabra, on estava exercint com a vicegerent de Tecnologia i Recursos d'Informació.